# Dystrykt Musakhel
Dystrykt Musakhel (paszto: ضلع موسی خیل) – dystrykt w południowo-zachodnim Pakistanie w prowincji Beludżystan. W 1998 roku liczył 134 056 mieszkańców (z czego 55,3% stanowili mężczyźni) i obejmował 19 104 gospodarstw domowych. Siedzibą administracyjną dystryktu jest Musa Khel Bazar.